# David Sylvian
David Sylvian (Beckenham (Kent), 23 februari 1958) is een Brits popmuzikant. Hij was lange tijd de zanger van de Britse band Japan. Nadat de groep in 1982 uit elkaar viel, volgde een succesvolle solocarrière. Sylvian werkte onder meer met Robert Fripp, Ryuichi Sakamoto, Holger Czukay, Russell Mills en Jon Hassell.

## Levensloop
Sylvian werd geboren als David Batt. Met zijn broer Steve, die zich de achternaam Jansen aanmat, en basgitarist Mick Karn richtte hij een schoolbandje op dat zou uitgroeien tot de band Japan. In 1978 scoorde deze band een hit met Adolescent Sex. Hierna zouden nog vier albums volgen, die tamelijk succesvol waren, maar geen enkele hitsingle opleverden. Wegens onenigheid tussen David en Mick viel de band in 1982 uit elkaar.
Begin 1983 vroeg Ryuichi Sakamoto, die toen aan de filmmuziek voor Merry Christmas, Mr. Lawrence werkte, Sylvian voor een vocale versie van het thema van de film. Dit werd als Forbidden Colours een bescheiden hit.
Later dat jaar nam Sylvian Brilliant Trees op, zijn eerste soloalbum. Het kwam uit in 1984, haalde een top 4-notering, en de single Red Guitar werd een bescheiden hit. In 1986 kwam zijn tweede soloalbum uit, Gone To Earth, en in 1987 volgde Secrets of the Beehive.
Sylvian maakte vervolgens een grote persoonlijke crisis door, die hij ten slotte overwon met hulp van John G. Bennett, de goeroe van Robert Fripp. In 1992 trouwde hij met de zangeres/dichteres Ingrid Chavez. Hij woonde enkele jaren met haar in de Amerikaanse stad Minneapolis. Ze kregen twee dochters en scheidden in 2004. Met Robert Fripp nam hij in 1993 het album The First Day op, in 1994 gevolgd door het live-album Damage.
In 1999 verscheen Dead Bees on a Cake. Dit was zijn eerste soloalbum sinds Secrets of the Beehive uit 1987. Een zeer sfeervol en toegankelijk album. Het daarop volgende soloalbum Blemish is in alles zo een beetje het tegenovergestelde van zijn voorganger. Dit experimentele album werd zeer wisselend ontvangen.
Onder de naam Nine Horses verscheen in 2005 de cd Snow Borne Sorrow. Op deze cd lijkt Sylvian beïnvloed door alles wat hij tot dan uitbracht. Het serene van Brilliant Trees, het verstilde van Secrets of the Beehive, en het experiment van Blemish.
In 2007 ging Sylvian samen met zijn broer Steve, Keith Lowe en Takuma Watanabe toeren met de 'The World Is Everything Tour'. Deze tournee bracht hem in het najaar ook voor een drietal concerten naar Nederland.
Sylvian verzorgde veel gastbijdragen op albums van andere artiesten. Veel van deze bijdragen zijn verzameld op het in 2010 verschenen album Sleepwalkers. Voor dit album zijn de nummers opnieuw gemixt. Ze vormen zo tezamen een coherent album.
Het in 2011 verschenen Died in the Wool bevat nummers van Manafon in nieuwe arrangementen en uitvoeringen. Met popmuziek heeft het inmiddels weinig meer te maken. Trefwoorden voor dit album zijn klassiek, avant garde en minimal music. Met Stephan Mathieu nam hij in 2013 de ambient plaat Wandermude op.
There's a light that enters houses with no other house in sight is een compositie van een uur die in 2014 werd uitgebracht. Hij bevat de stem van dichter Franz Wright. Sylvian wordt op het album bijgestaan door Christian Fennesz en de Britse avant-garde pianist John Tilbury. De 15-minuten compositie Playing the Schoolhouse verscheen in 2015 in een gelimiteerde oplage. Het is een geïmproviseerd stuk dat werd opgenomen in een Noors schoolgebouw, met o.m. Jan Bang.
In 2017 werkte hij samen met Mark Wastell en Rhodri Davies op There is no love. Deze lange compositie bestaat uit eerder opgenomen materiaal en bevat teksten uit het toneelstuk In the solitude of Cotton Fields (1985) van toneelschrijver Bernard-Marie Koltès. In september 2017 plaatste Sylvian de track Beautiful Country op zijn nieuwe SoundCloud account. Een dag later verwijderde hij het weer. Oorspronkelijk stamt dit nummer uit de periode 2011/12; Sylvian nam het destijds op met Joan Wasser, Fred Cash en Parker Kindred, maar het werd toen niet uitgebracht.
Het album Dead bees on a Cake verscheen in 2018 voor het eerst op (wit) vinyl. Op de plaat staan vier bonustracks die eigenlijk op de oorspronkelijke release van het album in 1999 zouden staan. Het was destijds de intentie van Sylvian om er een dubbel-album van te maken. In augustus 2018 werd op zijn website aangekondigd dat het album in oktober van hetzelfde jaar ook op zwart vinyl zou verschijnen. In juni 2018 verschenen de albums Plight & Premonition en Flux and Mutability opnieuw op cd en lp. Deze albums stammen oorspronkelijk uit respectievelijk 1988 en 1989 en werden opgenomen met CAN-voorman Holger Czukay. Ze zijn uitgebracht op het Gronland-label van de Duitse zanger Herbert Grönemeyer en zijn voorzien van nieuw artwork verzorgd door Sylvian zelf.
Sylvian kondigde op 20 juni 2018 via zijn Twitter-account aan dat de Japan-albums Gentlemen take polaroids en
Tin Drum', oorspronkelijk uit 1980 en 1981, in augustus 2018 opnieuw zouden worden uitgebracht, nu op 180 gram vinyl in gelimiteerde oplagen.
Op 2 november 2018 verscheen het fotoboek Like Planets in een beperkte oplage. Het is een fotografische reis met foto's van en samengesteld door Yuka Fujii, met wie Sylvian een korte relatie heeft gehad. De eerste 500 exemplaren werden gesigneerd door Fujii en Sylvian. De foto's worden afgewisseld met gedichten en citaten. Een film naar aanleiding van het boek beleefde in september 2019 zijn première in Noorwegen. Voor de film componeerde Mark Wastell de soundtrack. Ook Sylvian is op de soundtrack te horen. Hij reciteert gedichten. Ook Billiana Voutchkova verleent haar medewerking aan de soundtrack die digitaal wordt uitgebracht op 14 juni 2020.
Op zijn officiële website werd in december 2018 bekend gemaakt dat de albums Brilliant Trees, Alchemy - An Index of Possibilities, Gone to Earth en Secrets of the Beehive in februari 2019 voor het eerst zouden worden uitgebracht op 180 gram vinyl. De albums werden voorzien van nieuw artwork. Het album van Rain Tree Crow, oorspronkelijk uit 1991, waarop Sylvian weer samen speelde met zijn voormalige Japan collega's Steve Jansen, Richard Barbieri en Mick Karn, verscheen op 29 maart 2019 op 180 gram vinyl. Op 13 april 2019 werd in het kader van Record Store Day het album There is no Love, dat oorspronkelijk in 2017 verscheen, op wit vinyl uitgebracht. Sylvian nam het op met Rhodri Davies en Mark Wastell. Een vijftig minuten durend onuitgebracht nummer beleeft zijn première op 28 september 2019 tijdens het Born Creative Festival in Tokyo. De titel is Manafon: questionable fidelity (the instrumental edition). Tijdens het festival was een speciale kamer ingericht waar de (voornamelijk) instrumentale muziek van Sylvian gedraaid werd. Eveneens in september 2019 verschenen vijf muzikale bijdragen van Sylvian op de 'soundtrack' van Jan Bang en Erik Honore voor het vijftiende PUNKT Festival dat de maand werd gehouden in Noorwegen. In juni 2021 werkte Sylvian mee aan een album van de Franse pianist en componist Melaine Dalibert. Hij bewerkte het geluid van twee nummers op het album dat de titel night blossoms draagt en is tevens verantwoordelijk voor het artwork van het album.
Vanaf oktober 2020 is Sylvian actief op Instagram. Nagenoeg elke dag plaatst hij eigen gemaakte foto's.
ERR, is de titel van een foto essay in boekvorm van Sylvian dat verscheen in december 2021 in een beperkte oplage. De foto's zijn gemaakt in de periode oktober 2019 - april 2020 op een doorreis in de Verenigde Staten op het moment dat de COVID-19 pandemie daar uitbrak.
De compilatie plaat Sleepwalkers, oorspronkelijk release jaar 2010, wordt in 2022 opnieuw uitgebracht op het Groenland Records label. Op deze nieuwe uitgave staan twee nummers (Do You Know Me Now? en Modern Interior) die niet voorkwamen op de 2010 editie van deze plaat. Ook is er een nummer  (Ballad of a Deadman) verwijderd.
Sylvian verleent in oktober 2022 zijn medewerking aan het album Upon this Fleeting Dream van het Britse experimentele, elektronische muzikantentrio Twinkle3. Hij reciteert Japanse gedichten uit de 16e eeuw en de middeleeuwen, handelend over de dood. Hij verzorgt ook o.m. het artwork voor het album.
In december 2022 verschijnt de tribute plaat A Tribute to Ryuichi Sakamoto - To the Moon and Back op Milan Records. Sylvian is producer en te horen op een bewerkte versie van het nummer Grains (Sweet Paulownia Wood) samen met Sakamoto.
Sylvian is in 2023 te horen in duet met Isabelle Adjani op haar album Bande Originale. Het nummer Il Manque Un Mot werd reeds eerder opgenomen. Ook verschijnt er hetzelfde jaar in november de boxset Do you know me now? op het Samadhisound label. Een duet met Hildur Gudnadottir is te horen op het Philip Jeck tribute album dat in november 2024 verschijnt.
In februari 2025 is Sylvian verantwoordelijk voor onder meer de productie van de nieuwe single van Lucrecia Dalt, getiteld "Cosa Rara".
In juni 2025 verschijnt het album Vermilion Hours. Het is een samenwerking met Melaine Dalibert. Zij speelt piano op de vier stukken op het album, terwijl Sylvian verantwoordelijk is voor de 'electronics'.

## Discografie

### Albums
| Album met eventuele hitnotering(en) in de Nederlandse Album Top 100 | Datum van verschijnen | Datum van binnenkomst | Hoogste positie | Aantal weken | Opmerkingen                                         |
| ------------------------------------------------------------------- | --------------------- | --------------------- | --------------- | ------------ | --------------------------------------------------- |
| Brilliant trees                                                     | 1984                  | 07-07-1984            | 8               | 14           | met Jon Hassell & Kenny Wheeler                     |
| Words with the shaman                                               | 1985                  | -                     |                 |              | Instrumentale ep                                    |
| Gone to earth                                                       | 1986                  | 20-09-1986            | 15              | 9            | met Robert Fripp                                    |
| Secrets of the beehive                                              | 1987                  | 07-11-1987            | 26              | 9            | met Ryuichi Sakamoto                                |
| Plight and premonition                                              | 1988                  | -                     |                 |              | met Holger Czukay                                   |
| Flux and mutablity                                                  | 1989                  | -                     |                 |              | met Holger Czukay                                   |
| Weatherbox                                                          | 1989                  | -                     |                 |              | 5cd-box                                             |
| Rain tree crow                                                      | 1991                  | -                     |                 |              | Reünie van Japan                                    |
| The first day                                                       | 1993                  | 31-07-1993            | 43              | 10           | met Robert Fripp                                    |
| Damage                                                              | 1994                  | -                     |                 |              | met Robert Fripp / Livealbum                        |
| Dead bees on a cake                                                 | 1999                  | 17-04-1999            | 68              | 5            |                                                     |
| Approaching silence                                                 | 1999                  | -                     |                 |              |                                                     |
| Everything & nothing                                                | 2000                  | -                     |                 |              |                                                     |
| Blemish                                                             | 2003                  | -                     |                 |              | met Steve Jansen                                    |
| The good son vs The only daughter                                   | 2004                  | -                     |                 |              | met Steve Jansen / Remix versie van Blemish         |
| Snow borne sorrow                                                   | 2005                  | -                     |                 |              | als Nine Horses / met Burnt Friedman & Steve Jansen |
| Manafon                                                             | 2009                  | 03-10-2009            | 93              | 1            |                                                     |
| Sleepwalkers                                                        | 2010                  | 02-10-2010            | 76              | 1            |                                                     |
| Died in the wool                                                    | 02-05-2011            | -                     |                 |              |                                                     |
| A victim of stars 1982-2012                                         | 24-02-2012            | 03-03-2012            | 99              | 1            | Verzamelalbum                                       |
| Wandermüde                                                          | 2013                  | -                     |                 |              | met Stephan Mathieu                                 |

- "There's a light that enters houses with no other House in sight" (2014) met Christian Fennesz en John Tilbury
- "Playing the Schoolhouse" (2015) met Jan Bang, Otomo Yoshihide en Toshimaru Nakamura
- "There is no Love" (2017) met Rhodri Davies en Mark Wastell
- "Vermilion Hours" (2025) met Melaine Dalibert

| Album met hitnotering(en) in de Vlaamse Ultratop 200 albums | Datum van verschijnen | Datum van binnenkomst | Hoogste positie | Aantal weken | Opmerkingen   |
| ----------------------------------------------------------- | --------------------- | --------------------- | --------------- | ------------ | ------------- |
| Dead bees on a cake                                         | 1999                  | 17-04-1999            | 44              | 2            |               |
| Manafon                                                     | 2009                  | 10-10-2009            | 63              | 4            |               |
| Sleepwalkers                                                | 2010                  | 09-10-2010            | 89              | 2            |               |
| A victim of stars 1982-2012                                 | 2012                  | 10-03-2012            | 62              | 2            | Verzamelalbum |

### NPO Radio 2 Top 2000
| Nummer met noteringen in de NPO Radio 2 Top 2000 | '09  | '10 | '11  | '12  | '13  | '14  | '15  | '16  | '17  | '18  | '19  |
| ------------------------------------------------ | ---- | --- | ---- | ---- | ---- | ---- | ---- | ---- | ---- | ---- | ---- |
| Forbidden Colours (met Ryuichi Sakamoto)         | 1023 | 989 | 1038 | 1125 | 1130 | 1072 | 1230 | 1371 | 1387 | 1945 | 1852 |

1. ↑  Een vetgedrukt getal geeft de hoogste notering aan.
2. ↑  2009 was het eerste jaar met een notering voor dit nummer.
3. ↑  Deze tabel is bijgewerkt tot en met de laatste editie (2024).